# Bornholmsserien (fodbold)
Bornholmsserien er den sjettebedste fodboldrække for herrer (en blandt flere) i Danmark.
Det er derimod den bedste fodboldrække for herrer administreret af lokalunionen Bornholms Boldspil-Union (BBU). Serien består fra 2007-sæsonen af i alt 10 hold, som møder hinanden 3 gange i samlet 27 kampe ude og hjemme. Fodboldrækkens turnering følger kalenderåret med start i foråret og afslutning i efteråret. Vinderen af rækken kåres som Bornholmsmestre. Rækken kendes også som DiBa-serien herrer efter DiBa Bank, som er sponsor for både på herre- og kvindesiden i Bornholms Boldspil-Unions bedste seniorrækker siden 200?.
Rækken havde tidligere status som den femtebedste række for herrer (en blandt flere) i Danmarksturneringen, men grundet lokalunionens størrelse og som konsekvens af fodboldklubbernes sportslige resultater i 1990'erne blev rækkens niveau i stedet ændret til den nuværende status som den sjettebedste række. Efter en aftale mellem Bornholms Boldspil-Union og Københavns Boldspil-Union havde vinderen af rækken en automatisk oprykningsplads til Københavnsserien til og med 2005-sæsonen. Fra 2006-sæsonen mistede Bornholm dog den faste plads i Københavnsserien, således at vinderen fremover skal spille en kvalifikationskamp om en plads i rækken. Endvidere blev rækken reduceret fra 12 til 10 hold i 2007-sæsonen og omdannet til en helårsturnering uden de tidligere grundspil og to slutspil.
De lavestplacerede hold i rækken rykker ned i Serie 1.